# Tommaso II di Gerusalemme
Tommaso II (... – 978) è stato il patriarca di Gerusalemme tra il 969 e il 978.
Egli continuò il restauro della Basilica del Santo Sepolcro. Il suo patriarcato coincise con i primi anni delle cosiddette "guerre fatimide".